# Спортска дворана Пекиншког универзитета
Спортска дворана Пекиншког универзитета, позната као Peking University Gymnasium (поједностављен кинески језик: 北京大学体育馆; традиционални кинески језик: 北京大學體育館; пињин: Běijīng Dàxué Tǐyùguǎn), надимак зграде је Кинеска кичма (поједностављен кинески језик: 中国脊; традиционални кинески језик: 中國脊; пињин: Zhōngguó Jǐ), је затворена арена која се налази у југоисточном дијелу Пекиншког универзитета у Пекингу, Кина. Фискултурна сала је изграђена за стонотениске догађаје Летњих олимпијских и параолимпијских игара 2008. године. Био је то први пут да је спорт имао седиште посвећено њему откако је укључен у олимпијски програм у Сеулу 1988. године.
Спортска сала има површину од 26.900 м2, 6.000 сталних и 2.000 привремених мјеста. Дана, 2. јула 2007. гимнастичка сала се запалила у фазама заваривања, али нико није оштећен. Завршена је у августу 2007. године.
У новембру 2011. године, Khoo Teck Puat је донирао око 173 милиона РМБ Пекиншком универзитету за изградњу, а спортска дворана је носила назив „Khoo Teck Puat Gymnasium'“ по њему.
Након Олимпијаде, спортска дворана је реновирана у периоду од септембра 2010. до октобра 2011. године. Дворана је постала спортски комплекс који укључује фитнес клуб, базен и терене и садржаје за разне спортове укључујући бадминтон, стони тенис, сквош и билијар. Ова дворана је такође била домаћин бројних догађаја укључујући такмичење десет најбољих певача на Универзитету у Пекингу Best Ten Singer Competitions of Peking University (十佳歌手) и прославу матуре.